# Eva Pebay-Peyroula
Eva Pebay-Peyroula, née en 1956, est une biologiste et physicienne française. Elle étudie les fonctions des protéines membranaires et notamment les transporteurs membranaires.

## Biographie

### Études
Eva Pebay-Peyroula suit ses études secondaires au lycée Stendhal de Grenoble où elle commence à s'intéresser aux sciences. Elle entre ensuite en classe préparatoire aux grandes écoles. Elle s'intéresse à la météorologie et s'inscrit dans une école pour étudier ce domaine. Elle se réoriente vers la physique à l'université Grenoble-Alpes où elle effectue une maîtrise universitaire. En 1979, elle obtient l'agrégation en physique. Elle enseigne pendant deux ans dans un lycée de Nimes. Elle effectue un DEA sur l'interaction rayonnement-matière et décide de se tourner vers la recherche. Elle effectue ses recherches doctorales en physique atomique au Laboratoire national des champs magnétiques intenses sous la direction de Rémy Jost. En 1986, elle soutient sa thèse de doctorat sur l'éthanedial à l'université Joseph-Fourier.

### Carrière
Après sa thèse , elle obtient un poste de chargée de recherche au CNRS à l'Institut Laue-Langevin. En 1989, elle nommée maîtresse de conférences à l'université Joseph-Fourier. En 1992, elle entre à l'Institut de biologie structurale. En 1994, elle obtient l'habilitation universitaire et devient professeur en 1995 à l'université Grenoble-Alpes. En 2001, elle crée le laboratoire des protéines membranaires à l'institut de biologie structurale. De 2004 à 2014, elle est directrice de cet institut. En mai 2010, elle est nommée présidente du conseil d'administration de l'Agence Nationale de la Recherche (ANR),. Elle occupe ce poste jusque 2012. Elle est membre du conseil stratégique de la recherche depuis 2014.

### Vie privée
Elle est mariée et a trois enfants.

## Honneurs et récompenses
- 1994 à 1999 : membre junior de l'Institut universitaire de France[7]
- 30 novembre 2004 : élection à l'Académie des sciences[8]
- 2005 : médaille d’argent du CNRS[9],[1]
- 2006 : membre senior de l'Institut universitaire de France[7]
- 2007 :  Chevalière de la Légion d'honneur [10]
- 2016 :  Officière de la Légion d'honneur [10]
- 2021 :  Officière de l'ordre des Palmes académiques